# La Mère et l'Enfant (film, 1938)
Pour les articles homonymes, voir La Mère et l'Enfant (homonymie).
Pour plus de détails, voir Fiche technique et Distribution.
La Mère et l'Enfant (母と子, Haha to ko) est un film japonais réalisé par Minoru Shibuya, sorti en 1938.

## Synopsis
Chieko vit seule aux côtés de sa mère Orin, une femme au caractère enjoué mais à la santé fragile et qui souffre de solitude car voilà deux mois que Kudo ne leur a pas rendu visite. Kudo est le père de Chieko et Orin sa concubine officielle. Il vit avec sa femme et son fils Kokichi, désigné comme son héritier. Malgré les sollicitations de Chieko, il repousse sans cesse la date de sa visite au domicile d'Orin, mettant en avant son emploi du temps surchargé de chef d'entreprise.

## Fiche technique
- Titre : La Mère et l'Enfant[1]
- Titre original : 母と子 (Haha to ko?)
- Réalisation : Minoru Shibuya
- Scénario : Takao Yanai (ja), d'après le roman Aki ōgi (秋扇?) de Tsuseko Yada (ja)
- Photographie : Shōjirō Sugimoto (assistants : Yūharu Atsuta, Hiroyuki Nagaoka)
- Musique : Keizō Horiuchi (ja)
- Décors : Minoru Esaka
- Société de production : Shōchiku
- Pays de production :  Empire du Japon
- Langue originale : japonais
- Format : noir et blanc — 1,37:1 — 35 mm — son mono
- Genre : drame
- Durée : 89 minutes[2] (métrage : dix bobines - 2 426 m[2])
- Date de sortie : 
  - Empire du Japon : 1er juillet 1938[2]

## Distribution
- Kinuyo Tanaka : Chieko Kudo
- Mitsuko Yoshikawa : Orin, la mère de Chieko et concubine de M. Kudo
- Shin Saburi : Terao
- Reikichi Kawamura : Kudo, le père de Chieko et de Kokichi
- Fumiko Katsuragi : Mme Kudo, sa femme
- Shin Tokudaiji : Kokichi, le frère de Chieko
- Mitsuko Mito : Shigeko
- Kiyoshi Aono : le père de Shigeko, propriétaire d'un restaurant
- Junko Matsui (ja) : Otoyo, la sœur d'Orin
- Tatsuo Saitō : Okabe, un ami de Kudo
- Eiko Takamatsu : la logeuse de Terao
- Chizuko Matsuo : Omatsu, la servante chez Chieko
- Akio Isono : un employé de M. Kudo
- Masao Hayama (ja) : un garçon, coursier dans l'entreprise de M. Kudo

## Autour du film
La Mère et l'Enfant est classé à la troisième place du classement des dix meilleurs films japonais de l'année 1938 établi par la revue de cinéma Kinema Junpō.